# Marko Krajcer
Marko Krajcer, slovenski nogometaš, * 6. junij 1985.
Krajcer je profesionalni nogometaš, ki igra na položaju branilca. Od leta 2024 je član avstrijskega kluba SC Weiz II. Pred tem je igral za slovenske klube Dravograd, Izola, Aluminij, Celje in Krško ter avstrijske ATSV Wolfsberg, SC Weiz in Oberes Feistritztal. Skupno je v prvi slovenski ligi odigral 207 tekem in dosegel pet golov. Bil je tudi član slovenske reprezentance do 16, 19 in 20 let. 